# Віконна функція (SQL)
В SQL віконна функція — функція, яка виконує обчислення над набором рядків, який визначається для кожного рядка вхідної таблиці окремо і називається вікном, причому кількість рядків цього набору у підсумковій таблиці не змінюється. Віконні функції вперше з'явилися у стандарті SQL:2003.

## Синтаксис
Синтаксис віконної функції виглядає так:
```
<
віконна
_функція
>
()
 
OVER
 
(

    
[
PARTITION
 
BY
 
вираз
_1
 
[,
 
вираз
_2
,
 
...
]]

    
[
ORDER
 
BY
 
вираз
_порядкування
 
[
ASC
|
DESC
]
 
[,
 
...
]]

    
[
рамкова
_умова
]

)

```

Тут
- OVER(…) — обов'язкова частина, яка задає правила визначення вікна (набору рядків) для кожного рядка вхідної таблиці;[2]
- PARTITION BY задає розбиття рядків на підгрупи (як GROUP BY, але без агрегації в один рядок);[3]
- ORDER BY задає порядок всередині вікна;[4]
- рамкова_умова — умова, яку має задовольняти рядок вхідної таблиці, щоб входити до вікна певного рядка.[5]

## Типи віконних функцій

### Агрегатні функції як віконні
Кожну агрегатну функцію можна перетворити на віконну, бо для них вікна нічим не відрізняються від груп, утворених GROUP BY.

### Функції впорядкування
Функція впорядкування (англ. ranking functions або англ. ordinal functions) повертає певний порядковий номер рядка у вікні. Щоб отримати змістовний результат обчислення такої функції, потрібно задати певний порядок у вікні через ORDER BY.
Перелік деякий функцій впорядкування:
- ROW_NUMBER() повертає унікальний порядковий номер рядка у вікні, починаючи з 1, відповідно до сортування, заданого в ORDER BY.[8]
- RANK() повертає номер рядка за заданим порядком у вікні, при цьому рядки з однаковими значеннями по колонках, заданих в ORDER BY, отримують однаковий ранг, а наступний збільшується на кількість цих значень.[8][9]
- DENSE_RANK() повертає номер рядка за заданим порядком у вікні, при цьому рядки з однаковими значеннями по колонках, заданих в ORDER BY, отримують однаковий ранг, а наступний збільшується на одиницю.[10][11]
- PERCENT_RANK() повертає відносний ранг рядка у вікні у вигляді числа від 0 до 1. Якщо вікно містить n рядків при n > 1, а певний рядок має ранг r, то його відносний ранг дорівнює {\displaystyle {\frac {r-1}{n-1}}.} Якщо вікно містить один рядок, то відносний ранг його єдиного рядка дорівнює NULL.[12][13]
- CUME_DIST() (cumulative distribution — кумулятивний розподіл) показує, яка частка рядків у вікні менша або дорівнює певному рядку, відповідно до сортування, заданого в ORDER BY. Якщо вікно містить n рядків, а певний рядок за заданим порядком у вікні йде перед або дорівнює p рядкам, то для нього значення цієї віконної функції дорівнює {\displaystyle {\frac {p}{n}}.}[12][13]
- NTILE(n) розбиває вікно на n груп, які містять приблизно однакову кількість рядків, присвоюючи кожній групі унікальний номер від 1 до n, і для кожного рядка повертає номер його групи.[14]